# Pristimantis savagei
Pristimantis savagei es una especie de anfibio anuro de la familia Craugastoridae.

## Distribución
Esta especie es endémica del centro de Colombia. Habita en los departamentos de Meta y Cundinamarca entre los 1000 y 2400 m de altitud en la Serranía de la Macarena y la Cordillera Oriental.

## Descripción
Los machos miden de 17.7 a 22.6 mm y las hembras de 31.0 a 34.7 mm.

## Etimología
Esta especie lleva el nombre en honor a Jay Mathers Savage.

## Publicación original
- Pyburn & Lynch, 1981 : Two little-known species of Eleutherodactylus (Amphibia: Leptodactylidae) from the Sierra de la Macarena, Colombia. Proceedings of the Biological Society of Washington, vol. 94, p. 404-412[5]